# ヴィルゴット・オドネル
ヴィルゴット・テオフィル・オドネル（Willgodt Theophil Odhner、キリル:Вильгодт Теофил Однер、1845年8月10日 - 1905年9月15日）は、スウェーデンの技術者で発明家である。彼はオドネル歯車式計算機を開発した。

## 概要
オドネルはスウェーデンのヴェルムランド、ダルビー（Dalby）で生まれた。1864年から1867年にかけて彼はストックホルムのスウェーデン王立工科大学で学んだが卒業はしなかった。1868年にはロシアのサンクトペテルブルクに移住し、1905年に死去するまでその地に留まった。
オドネルは1875年に自身の名を冠した初めての歯車式計算機を開発し、1878年から1879年に数カ国でその特許を取得した。改良を施された歯車式計算機の量産は1890年に開始された。オドネルの死語、彼の息子のアレクサンデル（Alexander）、イェオリ（Georg）と義理の息子のカール・ジーヴェルト（Karl Siewert）は、1918年に工場を閉鎖せざるをえなくなるまでに約23,000台の計算機を生産し続けた。